# Sas (wzgórze)
Sas – wzgórze o wysokości 515 m n.p.m. w południowo-zachodniej Polsce na Pogórzu Wałbrzyskim, w woj. dolnośląskim.

## Położenie
Wzgórze położone jest na Pogórzu Zachodniosudeckim w południowo-zachodniej części Pogórza Wałbrzyskiego między Szczawnem-Zdrój a Strugą, około 2,4 km na północny zachód, od centrum miejscowości Szczawno-Zdrój.

## Charakterystyka
Wzgórze jest najwyższym wzniesieniem Pogórza Wałbrzyskiego górującym od zachodniej strony nad miejscowością Szczawno-Zdrój. Wzniesienie o wyraźnym, wyniesionym płaskim wierzchołku, wznosi się nad prawym brzegiem rzeki Czyżynka w niewielkiej odległości na południowy zachód od wzniesienia Wzgórze Ułańskie, jako wyższa wyraźnie zaznaczona kulminacja w pasie wzgórz ciągnących się w kierunku północno-zachodnim w stronę Starych Bogaczowic. Wzniesienie ma postać wydłużonej kopulastej kulminacji o opadającym stromo południowym, zachodnim i północnym zboczu i wydłużonym mniej stromym wschodnim zboczu, które przechodzi w zbocze Czerwonego Wzgórza. Na zachodnim zboczu poniżej szczytu wzniesienia występuje odsłonięta skała dochodząca do kilku metrów wysokości. Góra zbudowana jest z dewońskich i karbońskich skał osadowych, zlepieńców, piaskowców, szarogłazów, mułowców i iłowców z wkładkami wapieni, w których znajdują się pokłady węgla kamiennego. Partie szczytową wzgórza oraz południowo-zachodnie zbocze porasta rozległy las głównie liściasty z niewielką domieszką drzew iglastych pozostałe zbocza poniżej szczytu zajmują podgórskie łąki i pola uprawne. Położenie góry na południowo-zachodnim skraju Pogórza Wałbrzyskiego, nad rzeką Czyżynka po południowo-zachodniej stronie, oraz kształt i rozciągnięta płaska część szczytowa z niewyraźnie podkreślonym wierzchołkiem czynią górę łatwo rozpoznawalną w terenie. Ze zboczy roztaczają się panoramy na okoliczne miejscowości i oddalone pasma górskie. Zbocza poniżej szczytu trawersuje kilka leśnych dróg i ścieżek

## Inne
- W przeszłości wzniesienie nosiło nazwę (niem Sachsberg).

## Historia
- Wzgórze ze względu na dominację nad drogami prowadzącymi w kierunku Szczawna-Zdroju i Wałbrzycha w okresie III wojny śląskiej pełniło strategiczną rolę. Przed walna bitwą, która rozegrała się w okolicy wzgórza 6 lipca 1762 r. generał Brentano trzon austriackiego korpusu oparł o północną część wzgórza Sas.

## Turystyka
- Na wzniesienie nie prowadzi znakowany szlak turystyczny
- Wzniesienie należy do Korony Sudetów Polskich.
- Na wzgórze najlepiej dotrzeć nie znakowaną ścieżką od strony zachodniej od miejscowości Struga.
- Wzniesienie posiada bogate walory krajobrazowe i przyrodnicze, ze zboczy rozciągają się piękne widoki na Góry Wałbrzyskie, Masyw Trójgarbu, Masyw Chełmca i Pogórze Wałbrzyskie.